# Fate vobis
Fate vobis è un'espressione scherzosa in uso nella lingua italiana corrente che, in un latino sgrammaticato (vobis è un pronome latino al dativo/ablativo: "a voi", "per voi", "da voi" mentre fate è verbo italiano a cui in latino corrisponderebbe facite), invita l'interlocutore a fare di testa propria, a regolarsi a proprio piacimento. 
Ne è ignota l'origine, ma si tratta di un'espressione entrata nell'uso già dal XIX secolo. Si ritrova, tra l'altro, nel romanzo Piccolo mondo antico di Antonio Fogazzaro del 1895.
Il primo uso dell'espressione nello scherzoso latino maccheronico, pare sia: Fate vobis et favorite miki (dove miki sta per mihi), "'Fate voi, e favorite me" (quindi "fate i miei interessi").